# Lionel Charles Hopkins
Lionel Charles Hopkins (1854. – 1952.) brit diplomata, sinológus, a költő Gerard Manley Hopkins (1844–1889) testvéröccse.

## Élete, munkássága
Lionel Charles Hopkins 1874-ben utazott Kínába konzuli szolgálatra. 1898-ban Chefoo (a mai Jentaj) konzulja volt, 1902 februárjában pedig kinevezték Cseli és Sanhszi tartományok főkonzuljának. 1910-ben vonult nyugdíjba.
Sinológusként leginkább a jelentős jóslócson-gyűjteményéről ismert, amelyet a Cambridge-i Egyetem könyvtárának adományozott. A gyűjtemény sok darabja később hamisítványnak bizonyult.

## Főbb művei
- Report by Mr. L.C. Hopkins on the island of Formosa,  Harrison and Sons, 1885
- The Guide to Kuan hua: A Translation of the 'Kuan hua chih nan' With an Wssay on Tone and Accent in Pekinese, and a Glossary of Phrases, 3. and revised ed. Shanghai: Kelly & Walsh, 1900
- The Origin and Earlier History of the Chinese Coinage, Photographic reprint, 1978